# NASCAR’s Most Popular Driver Award

Logo der NASCAR-Serie

NASCAR’s Most Popular Driver Award ist eine Auszeichnung für den beliebtesten Fahrer einer NASCAR-Serie in einer Saison. Die Auszeichnung wird seit 1956 in der heutigen Cup Series, seit 1982 in der Xfinity Series und seit 1995 in der Craftsman Truck Series vergeben. In der Xfinity Series und Craftsman Truck Series wurde der Award somit von Anfang an vergeben.
In der damaligen Grand National war es anfangs nur eine einfache Fahrerbefragung, allerdings teils mit Fahrern aller NASCAR-Rennklassen, also auch der Amateur-Klassen. Heutzutage wird der Most Popular Driver durch eine Umfrage unter den Fans ermittelt.
Der Award wird präsentiert von der National Motorsports Press Association (NMPA) und erhielt im Jahre 2005 mit Chex einen Sponsor. Die Zeremonie zur Kürung des Most Popular Driver heißt „Myers Brothers Awards Breakfast“ und findet im Waldorf-Astoria-Hotel in New York City statt. Der Award-Gewinner wird üblicherweise im Dezember bekannt gegeben.
Bill Elliott ist der Rekordgewinner dieses Awards, er gewann ihn von 1991 bis 2000 zehnmal hintereinander und insgesamt 16 Mal. Von der Saison 2003 bis zu seinem Karriereende nach der Saison 2017 gewann Dale Earnhardt junior fünfzehnmal hintereinander den Tiel des Most Popular Driver, insgesamt somit einen weniger als Elliott.

## Liste der Award-Gewinner

### Cup Series
- 1956: Curtis Turner
- 1957: Fireball Roberts
- 1958: Glen Wood
- 1959: Junior Johnson
- 1960: Rex White
- 1961: Joe Weatherly
- 1962: Richard Petty
- 1963: Fred Lorenzen
- 1964: Richard Petty
- 1965: Fred Lorenzen
- 1966: Darel Dieringer
- 1967: Cale Yarborough
- 1968: Richard Petty
- 1969: Bobby Isaac
- 1970: Richard Petty
- 1971: Bobby Allison
- 1972: Bobby Allison
- 1973: Bobby Allison
- 1974: Richard Petty
- 1975: Richard Petty
- 1976: Richard Petty
- 1977: Richard Petty
- 1978: Richard Petty
- 1979: David Pearson
- 1980: David Pearson
- 1981: Bobby Allison
- 1982: Bobby Allison
- 1983: Bobby Allison
- 1984: Bill Elliott
- 1985: Bill Elliott
- 1986: Bill Elliott
- 1987: Bill Elliott
- 1988: Bill Elliott
- 1989: Darrell Waltrip
- 1990: Darrell Waltrip
- 1991: Bill Elliott
- 1992: Bill Elliott
- 1993: Bill Elliott
- 1994: Bill Elliott
- 1995: Bill Elliott
- 1996: Bill Elliott
- 1997: Bill Elliott
- 1998: Bill Elliott
- 1999: Bill Elliott
- 2000: Bill Elliott
- 2001: Dale Earnhardt
- 2002: Bill Elliott
- 2003: Dale Earnhardt junior
- 2004: Dale Earnhardt junior
- 2005: Dale Earnhardt junior
- 2006: Dale Earnhardt junior
- 2007: Dale Earnhardt junior
- 2008: Dale Earnhardt junior
- 2009: Dale Earnhardt junior
- 2010: Dale Earnhardt junior
- 2011: Dale Earnhardt junior
- 2012: Dale Earnhardt junior
- 2013: Dale Earnhardt junior
- 2014: Dale Earnhardt junior
- 2015: Dale Earnhardt junior
- 2016: Dale Earnhardt junior
- 2017: Dale Earnhardt junior
- 2018: Chase Elliott
- 2019: Chase Elliott
- 2020: Chase Elliott
- 2021: Chase Elliott
- 2022: Chase Elliott
- 2023: Chase Elliott
- 2024: Chase Elliott

### Xfinity Series
- 1982: Jack Ingram
- 1983: Sam Ard
- 1984: Sam Ard
- 1985: Jimmie Hensley
- 1986: Brett Bodine
- 1987: Jimmie Hensley
- 1988: Larry Pearson
- 1989: Rob Moroso
- 1990: Bobby Labonte
- 1991: Kenny Wallace
- 1992: Joe Nemechek
- 1993: Joe Nemechek
- 1994: Kenny Wallace
- 1995: Chad Little
- 1996: David Green
- 1997: Mike McLaughlin
- 1998: Buckshot Jones
- 1999: Dale Earnhardt junior
- 2000: Ron Hornaday junior
- 2001: Kevin Harwick
- 2002: Greg Biffle
- 2003: Scott Riggs
- 2004: Martin Truex junior
- 2005: Martin Truex junior
- 2006: Kenny Wallace
- 2007: Carl Edwards
- 2008: Brad Keselowski
- 2009: Brad Keselowski
- 2010: Brad Keselowski
- 2011: Elliott Sadler
- 2012: Danica Patrick
- 2013: Regan Smith
- 2014: Chase Elliott
- 2015: Chase Elliott
- 2016: Elliott Sadler
- 2017: Elliott Sadler
- 2018: Elliott Sadler
- 2019: Justin Allgaier
- 2020: Justin Allgaier
- 2021: Justin Allgaier
- 2022: Noah Gragson
- 2023: Justin Allgaier

### Craftsman Truck Series
- 1995: Butch Miller
- 1996: Jimmy Hensley
- 1997: Ron Hornaday junior
- 1998: Stacy Compton
- 1999: Dennis Setzer
- 2000: Greg Biffle
- 2001: Joe Ruttman
- 2002: David Starr
- 2003: Brendan Gaughan
- 2004: Steve Park
- 2005: Ron Hornaday junior
- 2006: Johnny Benson
- 2007: Johnny Benson
- 2008: Johnny Benson
- 2009: Ricky Carmichael
- 2010: Narain Karthikeyan
- 2011: Austin Dillon
- 2012: Nelson Piquet junior
- 2013: Ty Dillon
- 2014: Ryan Blaney
- 2015: John Hunter Nemechek
- 2016: Tyler Reddick
- 2017: Chase Briscoe
- 2018: Noah Gragson
- 2019: Ross Chastain
- 2020: Zane Smith
- 2021: Hailie Deegan
- 2022: Hailie Deegan
- 2023: Hailie Deegan